# Pteridofagia

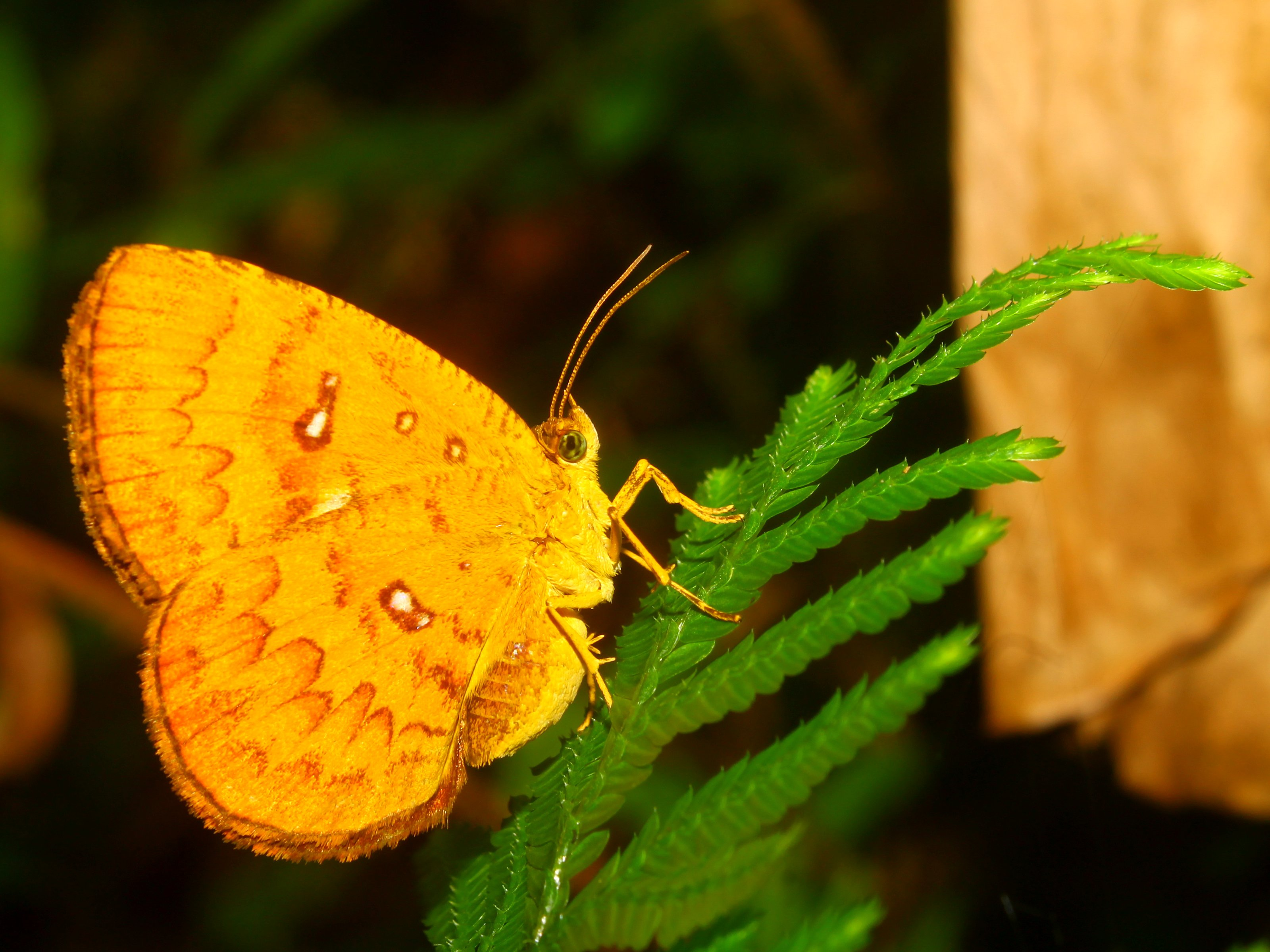
Callidula evander (Callidulidae)

Si definiscono pteridofagi (dal greco πτερίς -ίδος = felce, e ϕαγεῖν = mangiare) quegli artropodi che si nutrono delle foglie delle felci. Per quanto possa sembrare insolito, solo una piccola parte delle larve di insetti si accresce sulle foglie di queste essenze, e ciò viene spiegato in parte con le peculiari caratteristiche morfologiche di queste piante ospiti (le dimensioni limitate delle foglie non permetterebbero, ad esempio, lo sviluppo di lunghe mine), ma anche con la diversa composizione chimica del tessuto fogliare rispetto a quello delle angiosperme e delle conifere.

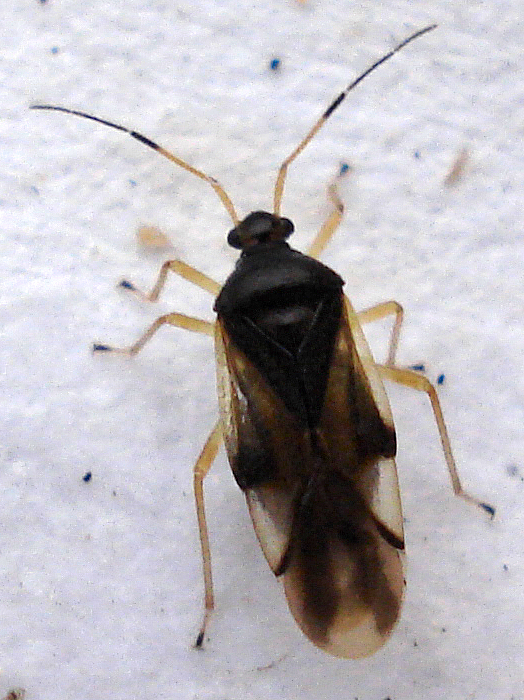
Bryocoris pteridis (Miridae)

Il fenomeno della pteridofagia si osserva principalmente tra i lepidotteri, interessando alcune specie appartenenti alle famiglie Callidulidae, Geometridae, Noctuidae, Oecophoridae, Pyralidae, Tineidae e Tortricidae.

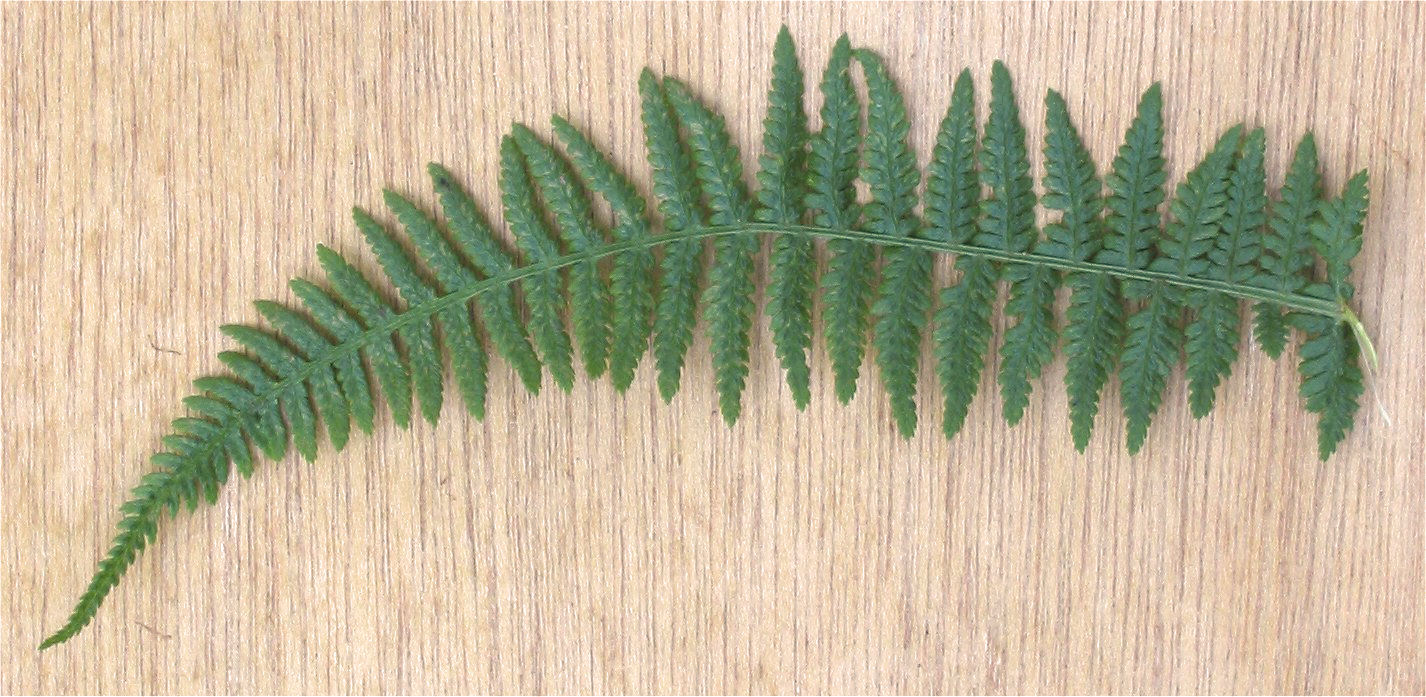
Athyrium filix-femina (Athyriaceae)

In alcuni casi, la pteridofagia rientra all'interno di abitudini alimentari più ampie, come nel caso di specie polifaghe che possono accrescersi anche su foglie di felce, come nel caso di alcuni Hepialidae.
Questo particolare regime alimentare si osserva anche tra le larve degli imenotteri sinfiti (Blasticotomidae e Tenthredinidae), in alcuni coleotteri (Chrysomelidae e Curculionidae), ditteri (Agromyzidae) e rincoti (Aphidiidae e Miridae).
Al di fuori degli insetti, la pteridofagia è stata osservata anche tra gli acari appartenenti agli Eriophyidae.